# Alberto Servidei
Alberto Servidei (Massa Lombarda, 23 giugno 1975) è un pugile italiano, campione italiano ed Europeo nella categoria pesi piuma.

## Carriera
Debutta il 12 marzo del 1999 sconfiggendo Anton Vontszemu per KO tecnico al primo round.
Campione italiano dilettanti nel 1997 partecipa agli europei di Minsk nel 1998 perdendo ai quarti.
Diverse le presenze in nazionale nei 54/57 kg dove disputa 112 incontri da dilettante con la società locale di Ravenna e nel gruppo sportivo dell'esercito.
Passa al professionismo nel dicembre 1999, diventando campione italiano, europeo ed intercontinentale.
Nella prima difesa del titolo di Campione italiano sostenuta da Davide Dieli nel 2010, lo sconfigge vincendo l'incontro ai punti (98-92, 96-94, 99-91) al Carisport di Cesena. 
Il 1º marzo del 2002 conquista per la prima volta il titolo italiano sconfiggendo ai punti Angelo Iodice.
Il 20 settembre del 2002 si batte per il titolo italiano nella categoria pesi piuma contro Domenico Urbano, vincendo il match per squalifica dello sfidante al quinto round.
Il 25 maggio del 2007 conquista il titolo europeo di categoria al Pala de André di Ravenna.
Disputa il campionato mondiale perdendo a Sydney contro l'australiano Billy Dib.
Termina la carriera agonistica nel 2011 con 31 vittorie 2 pareggi e una sola sconfitta e si dedica all'insegnamento presso la Ravenna Boxe.
Terminata la carriera agonistica fonda la società sportiva dilettantistica Ravenna Boxe a Ravenna dove è cresciuto e vive